# Vik (geografi)

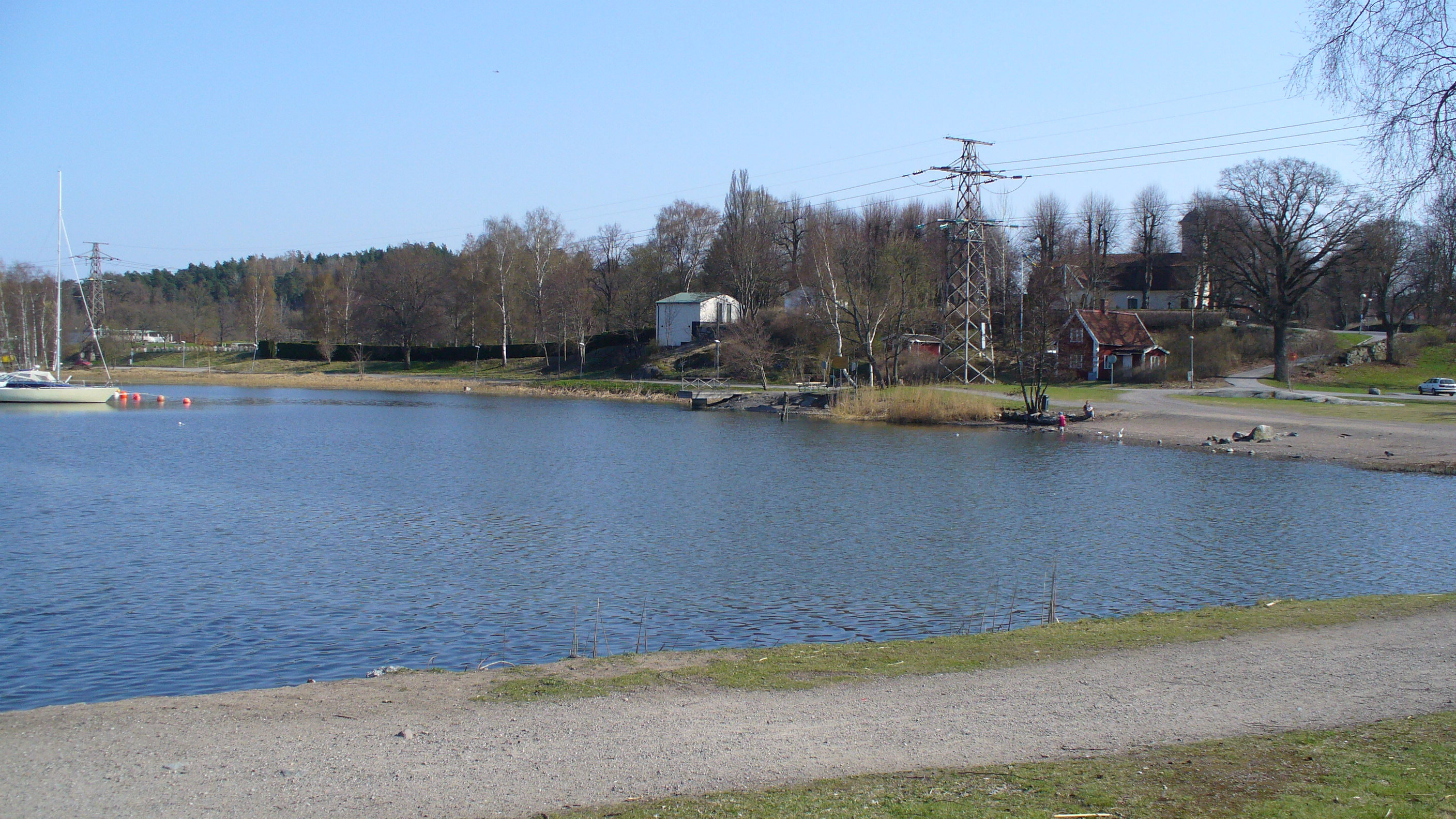
Kyrkviken är en smal och grund vik på Lidingö. Den utgör en del av Östersjön.

En vik är en skarp inbuktning i en kustlinje, antingen mot ett hav eller en sjö. En djup havsvik, oftast med en bergig omgivning, kallas ofta fjord, medan en mjuk inbuktning i en bred havsvik kallas för bukt. En mycket grund havsvik kallas mar. 
Även en sjö som bildats genom strandförskjutning, kan ibland benämnas som en vik. Ett exempel är Brunnsviken och Laduviken strax norr om Stockholm. Ordet vik förekommer i många svenska ortnamn, till exempel i Västervik och Örnsköldsvik.